# Hành vi chống đối xã hội
Hành vi chống đối xã hội là những hành động gây tổn hại hoặc thiếu cân nhắc cho hạnh phúc của người khác. Nó cũng được định nghĩa là bất kỳ loại hành vi nào vi phạm các quyền cơ bản của người khác  và bất kỳ hành vi nào được coi là gây rối cho người khác trong xã hội. Điều này có thể được thực hiện theo nhiều cách khác nhau, bao gồm, nhưng không giới hạn: sự gây hấn có chủ ý, cũng như thù địch mang tính bí mật và thù địch công khai. Hành vi chống đối xã hội cũng phát triển thông qua tương tác xã hội trong gia đình và cộng đồng. Nó liên tục ảnh hưởng đến tính khí, khả năng nhận thức của trẻ và sự liên quan của chúng với các đồng nghiệp tiêu cực, ảnh hưởng đáng kể đến kỹ năng giải quyết vấn đề của trẻ. Nhiều người cũng coi hành vi chống đối xã hội là các hành vi trái với các chuẩn mực xã hội. Tuy nhiên, các nhà nghiên cứu đã tuyên bố rằng đó là một thuật ngữ khó định nghĩa, đặc biệt là ở Vương quốc Anh, nơi có vô số hành vi rơi vào danh mục của nó. Thuật ngữ này đặc biệt được sử dụng nhiều trong tiếng Anh Anh.
Mặc dù thuật ngữ này khá mới đối với từ vựng thông dụng, từ hành vi chống đối xã hội đã được sử dụng trong nhiều năm trong thế giới tâm lý xã hội nơi nó được định nghĩa là "hành vi không mong muốn là kết quả của rối loạn nhân cách". Ví dụ, David Farrington, một nhà tội phạm học và tâm lý học pháp y người Anh, tuyên bố rằng thanh thiếu niên có thể thể hiện hành vi chống đối xã hội bằng cách tham gia vào nhiều hành vi sai trái như ăn cắp, phá hoại, quan hệ tình dục, hút thuốc quá mức, uống nhiều rượu, đối đầu với cha mẹ và đánh bạc.
Hành vi chống đối xã hội thường liên quan đến các vấn đề hành vi và phát triển khác như hiếu động thái quá, trầm cảm, khuyết tật trong học tập và bốc đồng. Bên cạnh những vấn đề này, người ta có thể dễ mắc phải hoặc có xu hướng phát triển những hành vi như vậy do di truyền, sinh học thần kinh và các yếu tố môi trường trong giai đoạn tiền sản của cuộc đời, qua những năm đầu đời.
Hiệp hội Tâm thần Hoa Kỳ, trong Cẩm nang Chẩn đoán và Thống kê Rối loạn Tâm thần, chẩn đoán hành vi chống đối xã hội dai dẳng là rối loạn nhân cách chống đối xã hội. Các yếu tố di truyền bao gồm những bất thường ở vỏ não trước trán trong khi nguy cơ sinh học thần kinh bao gồm sử dụng thuốc của mẹ khi mang thai, biến chứng khi sinh, nhẹ cân, tổn thương não trước khi sinh, chấn thương đầu và bệnh mãn tính. Tổ chức Y tế Thế giới bao gồm nó trong Phân loại Quốc tế về Bệnh là rối loạn nhân cách xã hội. Một mô hình của các hành vi chống đối xã hội dai dẳng cũng có thể xuất hiện ở trẻ em và thanh thiếu niên được chẩn đoán có vấn đề về hành vi, bao gồm rối loạn hành vi hoặc rối loạn thách thức đối nghịch theo DSM-5.
Có ý kiến cho rằng những người khuyết tật trí tuệ có xu hướng thể hiện các hành vi chống đối xã hội cao hơn, nhưng điều này có thể liên quan đến thiếu thốn xã hội và các vấn đề sức khỏe tâm thần. Cần có nhiều nghiên cứu hơn về chủ đề này.